# شیچینوهه، آئوموری
شیچینوهه، آئوموری (به لاتین: Shichinohe, Aomori) یک منطقهٔ مسکونی در ژاپن است که در Kamikita District واقع شده‌است. شیچینوهه ۳۳۷٫۲۳ کیلومترمربع مساحت و ۱۶٬۲۶۸ نفر جمعیت دارد.